# ۱۰۶۵ (خورشیدی)
۱۰۶۵ هزار و شصت و پنجمین سال هجری خورشیدی است.